# С
Es (С с; in nghiêng: С с) là một chữ cái trong bảng chữ cái Kirin.
С thường đại diện cho âm /s/, giống như cách phát âm của ⟨s⟩ trong "seminar".
С được La Mã hóa bằng chữ cái Latinh ⟨s⟩.

## Các chữ cái liên quan khác và các ký tự tương tự
- Σ σ ς: Chữ cái Hy Lạp Sigma
- S s: Chữ Latinh S
- Ʃ ʃ: Chữ Latinh Esh
- Ҫ ҫ: Chữ cái Kirin The

## Mã máy tính
| Kí tự               | С                          | С                          | с                        | с                        |
| ------------------- | -------------------------- | -------------------------- | ------------------------ | ------------------------ |
| Tên Unicode         | CYRILLIC CAPITAL LETTER ES | CYRILLIC CAPITAL LETTER ES | CYRILLIC SMALL LETTER ES | CYRILLIC SMALL LETTER ES |
| Mã hóa ký tự        | decimal                    | hex                        | decimal                  | hex                      |
| Unicode             | 1057                       | U+0421                     | 1089                     | U+0441                   |
| UTF-8               | 208 161                    | D0 A1                      | 209 129                  | D1 81                    |
| Tham chiếu ký tự số | &#1057;                    | &#x421;                    | &#1089;                  | &#x441;                  |
| KOI8-R and KOI8-U   | 250                        | FA                         | 218                      | DA                       |
| Code page 855       | 244                        | F4                         | 243                      | F3                       |
| Code page 866       | 135                        | 87                         | 167                      | A7                       |
| Windows-1251        | 199                        | C7                         | 231                      | E7                       |
| ISO-8859-5          | 183                        | B7                         | 215                      | D7                       |
| Macintosh Cyrillic  | 135                        | 87                         | 231                      | E7                       |

## liên kết ngoài
- Định nghĩa của С tại Wiktionary
- Định nghĩa của с tại Wiktionary